# حقوق الإنسان في السودان
وثقت بعض منظمات حقوق الإنسان مجموعة متنوعة من الانتهاكات في قضية حقوق الإنسان في السودان والتي قامت بها الحكومة السودانية على مدى السنوات العديدة الماضية. وأشار تقرير 2009 الخاص بحقوق الإنسان والصادر من قبل وزارة الخارجية الأمريكية مخاوف جدية من انتهاكات حقوق الإنسان من قبل الحكومة ومجموعات الميليشيا.

## انتهاكات في حالات النزاع
الصراعات المسلحة بين الحكومة والجماعات المتمردة والتي نشمل الحرب الأهلية التي نتجت عن التوتر بين الشمال والجنوب، أزمة دارفور بين الحكومة ومن تدعمهم والقبائل المحلية في منطقة دارفور وهي التي أسفرت عن اغتصاب، تعذيب، قتل وتشريد جماعي للسكان (تقدر بأكثر من مليوني في 2007)، وهو عدد أكبر بالمقارنة مع ضحايا الحرب في رواندا. وكانت هناك أيضا العديد من الحالات المبلغ عنها من الصلب التي نفذت في السودان.

## احتجازات تعسفية
في 28 أبريل 2022، نشرت منظمة هيومن رايتس ووتش تقريرًا وثقت فيه احتجاز قوات الأمن السودانية مئات المتظاهرين غير قانونيًا على خلفية التعبير عن الرأي محاولة لبثّ الخوف في قلوب المعارضين للحكم العسكري. وكشف التقرير عن ممارسات العنف التي مارستها قوات الأمن ضد المتظاهرين بالاعتداء الجنسي وتهديدات بالاغتصاب. علاوة على ذلك، أشار مكتب الأمم المتحدة لحقوق الإنسان في السودان أن أكثر من ألف شخص اعتُقلوا خلال أشهر معدودة، منهم 148 طفلا. 

## تطهير عرقي
وصف موكيش كابيلا منسق الأمم المتحدة في السودان الصراع في دارفور بوصفه تطهير عرقي، حيث نفذت ميليشيات ماتسمى الجنجويد مذابح منظمة ضد القبائل المحلية في منطقة دارفور. ووفقا لكابيلا فان «الحكومة لديها معرفة وثيقة بما يحدث ويمكن أن تؤثر على الميليشيات العربية». تشير تقارير إلى مقتل ما بين 200.000 و 400.000 من سكان دارفور على يد مجموعات الجنجويد وتشريد نحو 2.5 مليون آخرين منذ بدء الصراع رسمياً في إقليم دارفور عام 2003.

## عبودية
بعض المنظمات العالمية بينها التضامن المسيحي العالمي "Christian Solidarity Worldwide" والمنظمات ذات الصلة، تجادل بأن الاسترقاق أو العبودية موجودة في السودان وبتشجيع من قبل الحكومة السودانية[بحاجة لمصدر].

## الجنود الأطفال
وفقا لروري مونغوفن، المتحدث باسم تحالف وقف استخدام الجنود الأطفال "Coalition to Stop the Use of Child Soldiers"، فإن السودان واحدة من أسوأ مناطق العالم التي يتم فيها استخدام الجنود الأطفال. وأن هناك أكثر من 17,000 جندي طفل يقاتلوم إما إلى جانب الحكومة أو قوات المتمردين، بالرغم من تسريح 25,000 من الجنود الأطفال السابقين من قبل الجماعات المتمردة في جنوب السودان في عام 2001. يتعرض هؤلاء الأطفال لحمل أسلحة من قبيل بنادق AK-47s وM-16s على الجبهات الأمامية للقتال، كما يتم استغلالهم ككاشفات ألغام بشرية، ويشاركون في العمليات الانتحارية، ويستغلون كجواسيس. كما أن العديد منهم تم خطفه بالقوة ويجبرون على اتباع الأوامر تحت التهديد بالقتل.

## الإساءة للمساجين
سجن عدة مئات من البالغين والأطفال التابعين المحسوبين على حركة العدل والمساواة بعد أن هاجم أعضاء من الحركة الخرطوم في مايو 2008. انتقدت هيومن رايتس ووتش الحكومة السودانية لرفضها تقديم أي معلومات عن مكان وجودهم، وظهرت أدلة على تفشي التعذيب وسوء المعاملة على السجناء المفرج عنهم والذين تم جمع العديد منهم في مقابلات سجلتها هيومن رايتس ووتش.

## المعاهدات والمواثيق الدولية
إن مواقف السودان إزاء معاهدات حقوق الإنسان الدولية يظهر كما يلي:
| المعاهدة                                                                                              | المنظمة       | الإقرار | التوقيع | التصديق |
| اتفاقية الإبادة الجماعية                                                                              | الأمم المتحدة | 1948    | —       | 2003    |
| الاتفاقية الدولية للقضاء على جميع أشكال التمييز العنصري                                               | الأمم المتحدة | 1966    | —       | 1977    |
| العهد الدولي الخاص بالحقوق الاقتصادية والاجتماعية والثقافية                                           | الأمم المتحدة | 1966    | —       | 1986    |
| العهد الدولي الخاص بالحقوق المدنية والسياسية                                                          | الأمم المتحدة | 1966    | —       | 1986    |
| البروتوكول الأول الاختياري للعهد الدولي الخاص بالحقوق المدنية والسياسية                               | الأمم المتحدة | 1966    | —       | —       |
| اتفاقية عدم تقادم جرائم الحرب والجرائم ضد الإنسانية                                                   | الأمم المتحدة | 1968    | —       | —       |
| جريمة الفصل العنصري                                                                                   | الأمم المتحدة | 1973    | 1974    | 1977    |
| اتفاقية القضاء على جميع أشكال التمييز ضد المرأة                                                       | الأمم المتحدة | 1979    | —       | —       |
| اتفاقية مناهضة التعذيب                                                                                | الأمم المتحدة | 1984    | 1986    | —       |
| اتفاقية حقوق الطفل                                                                                    | الأمم المتحدة | 1989    | 1990    | 1990    |
| البروتوكول الاختياري الثاني للعهد الدولي بشأن الحقوق المدنية والسياسية الهادف إلى إلغاء عقوبة الإعدام | الأمم المتحدة | 1989    | —       | —       |
| الاتفاقية الدولية الخاصة بحماية حقوق جميع العمال المهاجرين وأفراد أسرهم                               | الأمم المتحدة | 1990    | —       | —       |
| البروتوكول الاختياري الملحق باتفاقية القضاء على جميع أشكال التمييز ضد المرأة                          | الأمم المتحدة | 1999    | —       | —       |
| البروتوكول الاختياري بشأن اشتراك الأطفال في النزاعات المسلحة                                          | الأمم المتحدة | 2000    | 2002    | 2005    |
| البروتوكول الاختياري بشأن بيع الأطفال وبغاء الأطفال والمواد الإباحية عن الأطفال                       | الأمم المتحدة | 2000    | -       | 2004    |
| اتفاقية حقوق الأشخاص ذوي الإعاقة                                                                      | الأمم المتحدة | 2006    | 2007    | 2009    |
| البروتوكول الاختياري لاتفاقية حقوق الأشخاص ذوي الإعاقة                                                | الأمم المتحدة | 2006    | —       | 2009    |
| الاتفاقية الدولية لحماية كل الأشخاص من الاختفاء القسري                                                | الأمم المتحدة | 2006    | —       | —       |
| البروتوكول الاختياري الملحق بالعهد الدولي للحقوق الاقتصادية والاجتماعية والثقافية                     | الأمم المتحدة | 2008    | —       | —       |
| البروتوكول الاختياري لاتفاقية حقوق الطفل بشأن إجراء الاتصالات                                         | الأمم المتحدة | 2011    | —       | —       |

## وصلات خارجية
- تقارير حقوق الإنسان في السودان من هيومان رايتس ووتش